# Глаголь-гак

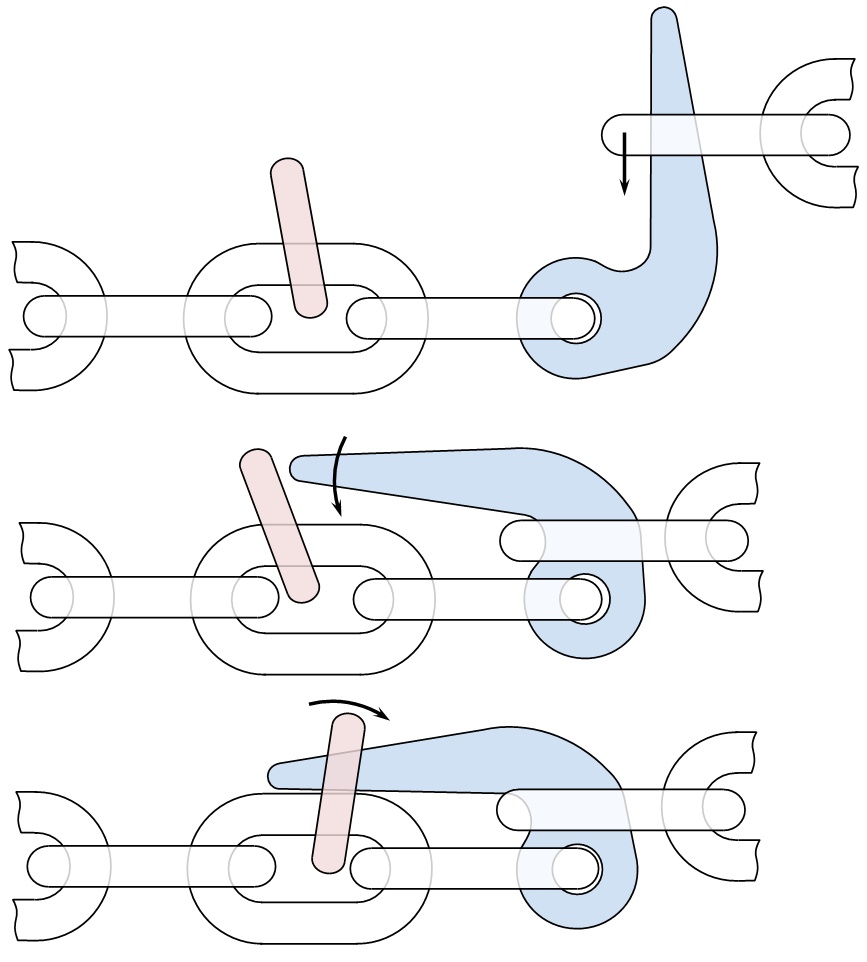
Зачеплення глаголь-гака

Глаголь-гак (від церковнослов'янської назви літери Г) — складаний гак, у якого відкидний носок утримується особливою ланкою. Завдяки такому способу фіксації він може бути відкинутий після виймання стопорної чеки, навіть якщо снасть або ланцюг натягнуті дуже туго. Уживається для робіт з ланцюгами, а також на ланцюгових стопорах, у талрепів, найтовів, при кріпленні шлюпок по-похідному тощо. При необхідності глаголь-гак уможливлює швидко скинути вантаж або снасть, відкинувши ланку.

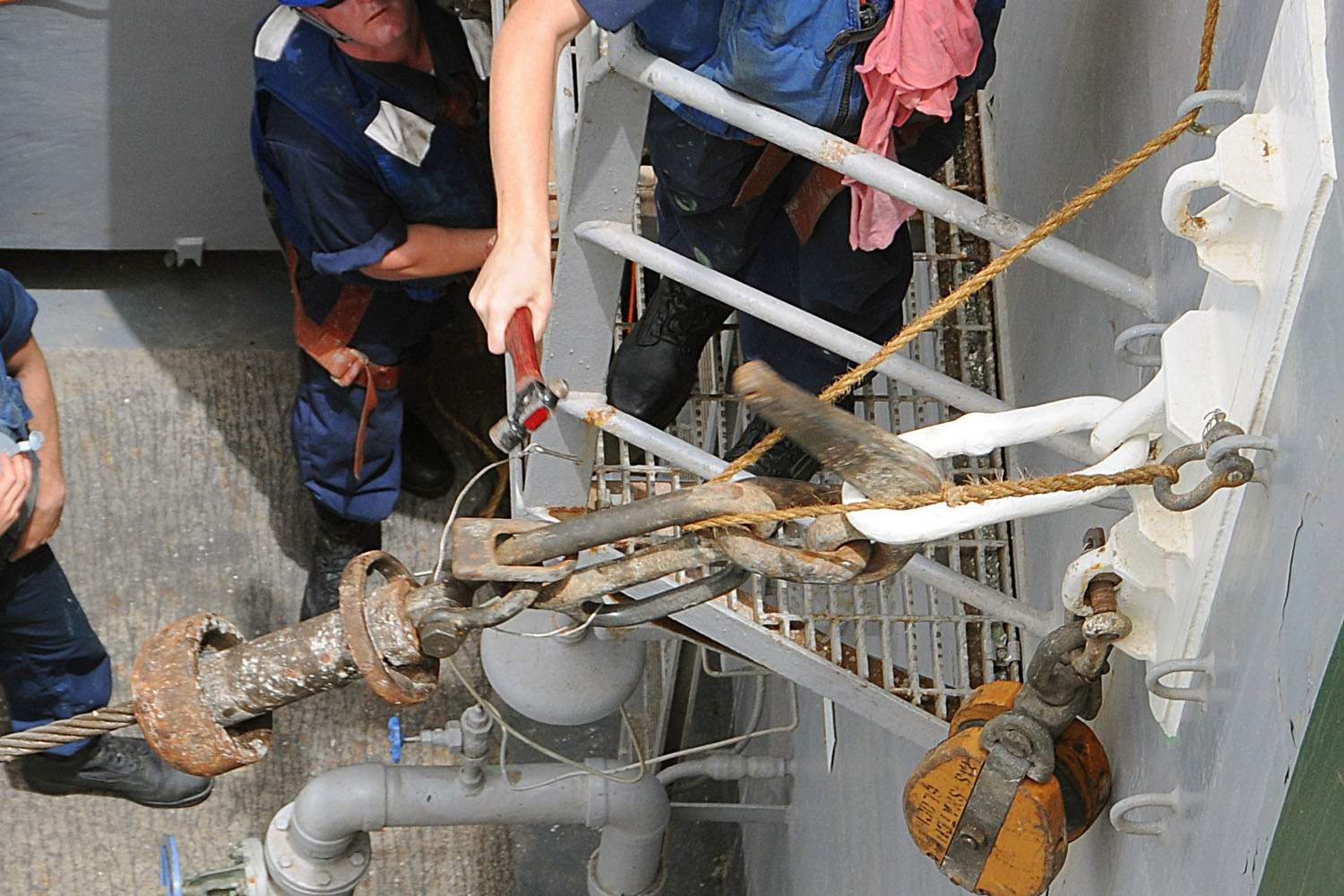
Розчеплення глаголь-гака
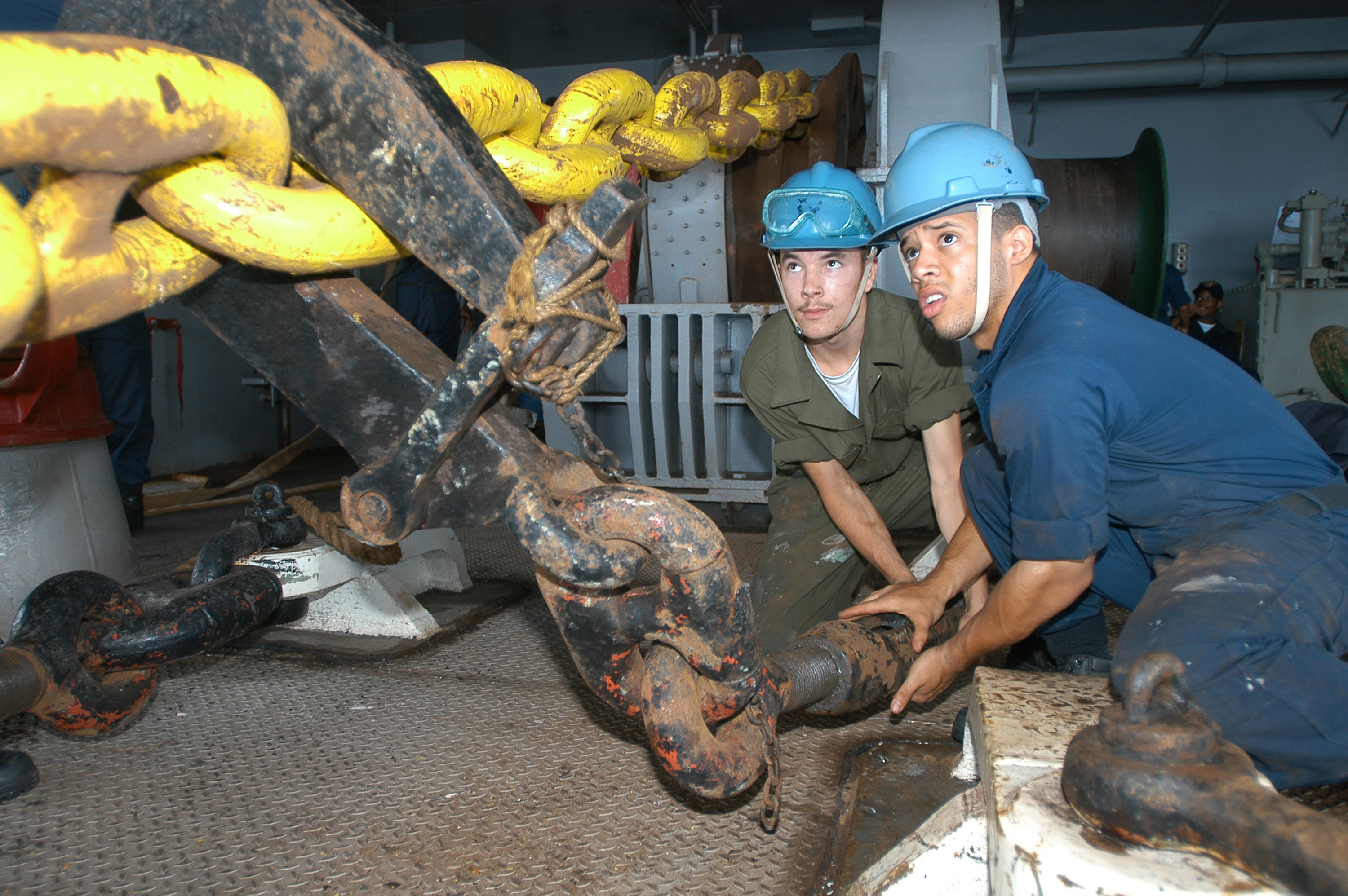
Глаголь-гак стопора якірного ланцюга
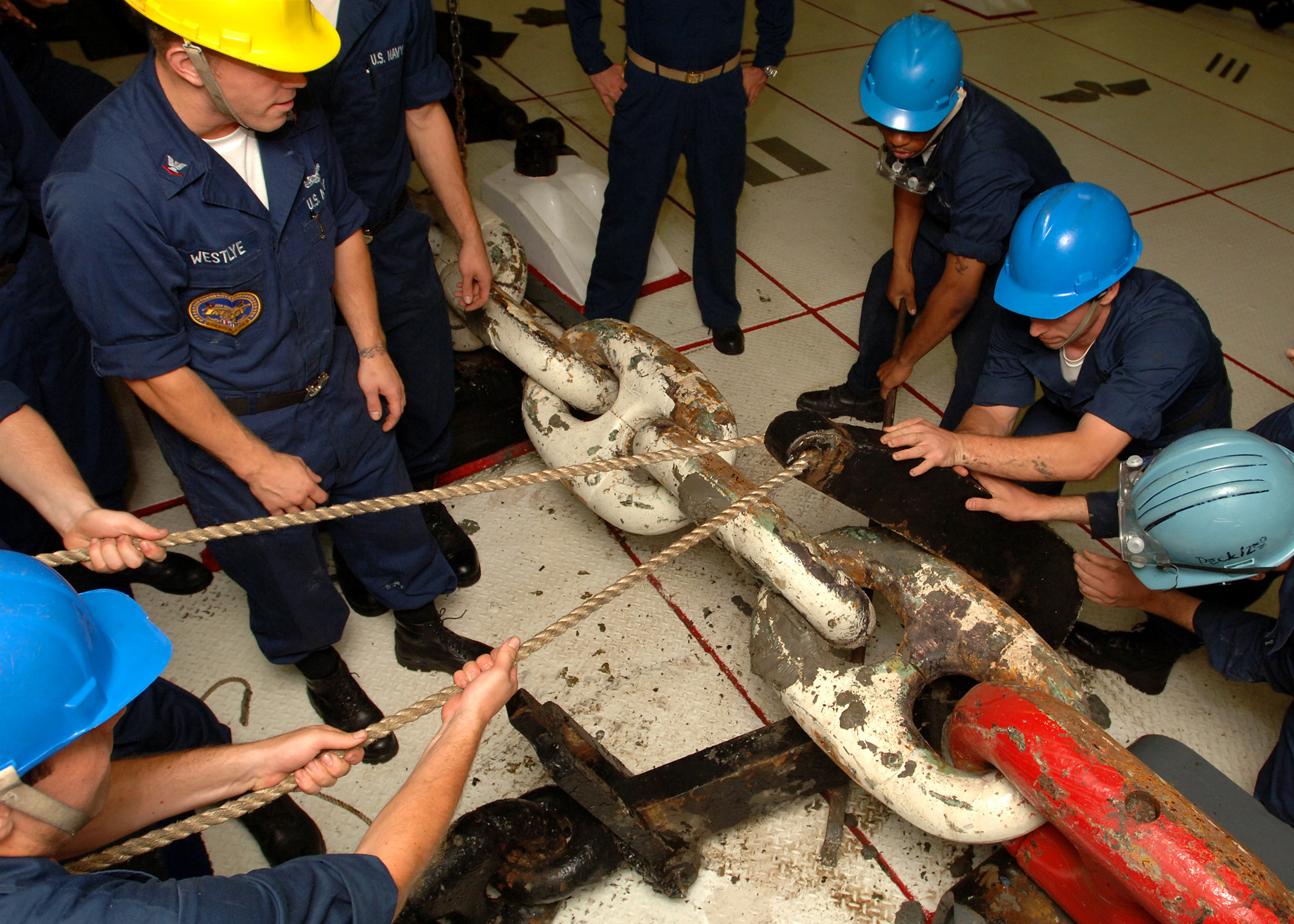
Зачеплення глаголь-гака ланцюгового стопора